# Факел
Фа́кел, Светоч (нем. Fackel, лат. facula — горящая лучина) — вид светильника, способный обеспечить продолжительный интенсивный свет на открытом воздухе при всякой погоде, обычно — короткая палка с просмоленной паклей на одном конце для освещения или зажигания чего-либо.
Простейшая форма факела — пучок берёсты или лучин из смолистых пород деревьев, к примеру ель или сосна, связка соломы и тому подобное. Дальнейшим усовершенствованием является применение различных сортов смолы, воска и тому подобных горючих веществ. Иногда эти вещества служат простой обмазкой для факельного остова (роль которого играют твёрдые не горючие материалы, сталь, медь, свинец и тому подобное). В виде факела сжигают также отходы химических производств. Нефтяной светоч, факел — маша́л. Изображение факела применяется в эмблематиике, как часть жертвенного огня (эмблемой жертвенности и светлой памяти об умерших) и, как источник света, символ света — светоч (символ знания, просвещения, образования, прогресса).

## Исторические сведения
В древности факелы использовались для освещения помещений, при разных празднествах (например в честь Гефеста и Прометея (боги огня) афиняне устраивали особый факельный бег (lampadodromia), для сигнализации на судах, для возвещения начала битвы. В средние века факелы являлись такими же необходимыми принадлежностями спутников владетельных особ и епископов, как и оружие. Специальную роль играли факелы в религиозных обрядах, связанных с культом огня и солнца; отсюда употребление факелов в весенних и летних празднествах у земледельческих народов.
В Греции, во время элевсинских празднеств, адепты Деметры и Персефоны обегали свои поля по всем направлениям с зажжёнными факелами в руках, очищая огнём свои нивы от дурных влияний враждебных духов. В греческих городах эти обряды принимали характер религиозных игр. Особенно торжественно обставлялись факелами церемонии в Афинах, где в честь Гефеста и Прометея устраивались бега с факелом, и победителем считался добежавший первый с непогасшим факелом.
В полной силе сохранились факельные обряды у крестьянского населения Европы вплоть до начала XX века. В некоторых местностях Франции крестьяне в первое воскресенье Великого поста обходили дороги и поля с зажжёнными факелами, предостерегая фруктовые деревья, что в случае неурожая они будут срублены и брошены в огонь. В других местностях Франции (в центральных департаментах, в Нормандии, Юре и так далее) подобные церемонии совершались с целью сделать деревья и нивы плодородными и обезопасить их от полевых мышей и червей.
Аналогичные обряды наблюдались и в других странах Европы, особенно в Германии. В Эйфелевых горах (Рейнская провинция) факельный обряд принимал характер мистерии. В первое воскресенье Великого поста молодёжь собирала с каждого двора по пучку соломы и хвороста и складывала всё это на горе вокруг молодого букового дерева, к которому прибивалась деревянная планка, образуя крест. Всё это сооружение, к которому иногда добавлялась соломенная фигура, поджигалось, и молодёжь с зажжёнными факелами в руках ходила чинно вокруг и произносила молитвы; народ в это время следил за направлением дыма, угадывая будущий урожай.
В Финляндии роль факела исполняет смоляная бочка. В России вместо факела жгут костры на Иванов день. В Китае даоисты употребляют в таких случаях громадные жаровни с углями. В Африке в виде жертвы луне пускалась из лука маленькая стрела-факел.
Как очистительная и предохранительная от злых духов сила, огонь в виде факела употреблялся во время похорон, как сила оплодотворяющая и предохраняющая — во время свадебных церемоний (праздник Гименея, который на барельефах изображается с факелом в руке). От древних факелов обряды перешли и в христианскую цивилизацию. Торжественные похоронные процессии ещё и теперь сопровождаются факельщиками; факелы — обычные спутники процессий при выносе плащаницы у католиков. В Германии бракосочетание членов царствующих фамилий сопровождалось танцами с факелами. Очень популярны были факельные шествия (нем. Fackelzüge) среди студентов Германии как способ чествования уважаемого лица. По окончании церемонии ручки факелов бросались в воздух. Употребление свеч в обрядах самых различных религий — позднейшее видоизменение факельного обряда.
В некоторых местах Германии во время деревенских весенних празднеств факелами служат цельные молодые деревья, обмазанные дёгтем. Иногда смола помещается в деревянный сосуд, в бочку; в Дагомее таким сосудом служила натуральная трубка из коры, в цельном виде содранная с молодого деревца, а горючим веществом — твёрдая масса древесной серы (этнографический музей Академии наук).
В конце XIX века — начале XX века факел был устроен по принципу свечи с толстыми кручёным фитилём из пакли или палки, обмотанной паклей, и с подставкой, в которую факел вставляется, как в подсвечник. Наиболее употребительным горючим материалом служила нефть; входящая в составы вроде бенгальских огней, с примесью магнезии.
В начале XX века входят в употребление и факелы электрические, с аккумуляторами. В крестьянском быту можно было встретить ещё и самые первобытные формы факелов. Факелы во все времена употреблялись для целей как утилитарных, так и для религиозных. Ими пользовались при лучении рыбы, при ночных переходах через густой лес, при исследовании пещер, для иллюминаций — словом, в тех случаях, когда неудобно употребление фонарей.
Современные факелы используются для придания романтики во время различных церемоний. Как правило, они изготовлены из бамбука и имеют в качестве источника огня картридж с жидким минеральным маслом. Обычно изготовляются в Китае, но бывают и исключения. Известные европейские дизайнеры также занимаются производством факелов, которые используются для освещения входа в рестораны, жилые дома и проч.